# EV첨단소재
주식회사 EV첨단소재는 대한민국의 소재 기업이다.
주 고객사는 LG 계열(LG이노텍, LG전자, LG디스플레이 등)이다.

## 역사
EV첨단소재는 2004년 3월 1일, 액트라는 사명으로 설립되었으며, 2010년에 코스닥 시장에 상장하였다.
2018년 4월, 베트남에 지사를 설립하였다.
2021년에는 사명을 액트에서 EV첨단소재로 상호를 변경하였다.
2025년 414억 원 규모 유상증자를 실시하였다.(발표시 시가총액 946억 원)

## 본점 및 지점 현황
- 본사: 대구광역시 달서구 성서로 35길 26 (월암동)
- 안산지사: 경기도 안산시 단원구 산단로 107